# フローレンス・エステ
フローレンス・エステ（Florence Esté、1859年 - 1926年4月25日）は、アメリカ合衆国の画家である。水彩などで風景画を主に描いた。

## 略歴
オハイオ州のシンシナティで生まれた。10代半ばの1874年に女性画家の先駆者であるエミリー・サーテイン（1841-1927）に伴われてパリに旅し、エミリー・サーテインや、サーテインと共同でアトリエを開いていたジャンヌ・ロンジェ（1852-1929）に学び、トニ・ロベール＝フルーリーの指導も受けた。
アメリカに帰国し1876年から1882年の間はペンシルベニア美術アカデミーでトマス・エイキンズに学び、エリザベス・マクダウエル・ケントン（Elizabeth Macdowell Kenton: 1858–1953）やアリス・バーバー・スティーブンス（1858-1932）、メアリー・トロッター（Mary Kempton Trotter：1859-1925）、 ガブリエル・クレメンツ（1858-1948）といった美術学校で一緒に学んだ女性画家たちと友人になった。エミリー・サーテインがフィラデルフィア女子美術学校(Philadelphia design school for women)の校長になるとウイリアム・サーテインにも学んだ。
1878年からペンシルベニア美術アカデミーの会員になったスティーブン・パリッシュ（Stephen Parrish: 1846–1938）に勧められて1884年に版画を学んだ。エステと同じようの版画を学んだガブリエル・クレメンツ、ブランシュ・ディレー（Blanche Dillaye: 1851–1931）といった女性芸術家は、アメリカの「エッチング・リバイバル（Etching revival）」に重要な役割りを果たした。
1888年に再びパリに修行に出てその後はパリで活動した。アカデミー・コラロッシに入学し、アレクサンドル・ノザル（Alexandre Nozal: 1852–1929)やラファエル・コラン（1850-1916）に学んだ。1909年にフランスの国民美術協会の会員になった。1913年にニューヨークなどで開かれた、ヨーロッパとアメリカの新しい美術を紹介したアーモリーショーに2点の作品を出展した。第一次世界大戦中もフランスに残って作品制作を続けた。
フランスの国民美術協会の展覧会に出展し、ブルターニュの風景を描いた絵画が1918年にフランス政府によっ買い上げられ、1921年にも作品がフランス政府に買い上げられた。
フィラデルフィア水彩画クラブの名誉会員になり、フィラデルフィア水彩画展やシカゴ美術館やペンシルベニア美術アカデミーなどの定期展覧会などにも出展した。1925年にペンシルベニア美術アカデミーの展覧会で賞を受賞した。
1926年にパリで亡くなった。

## 作品

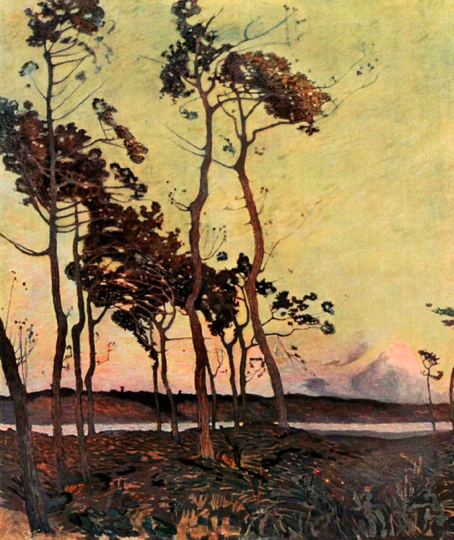
ノルマンディーのオルヌの風景(c.1911)
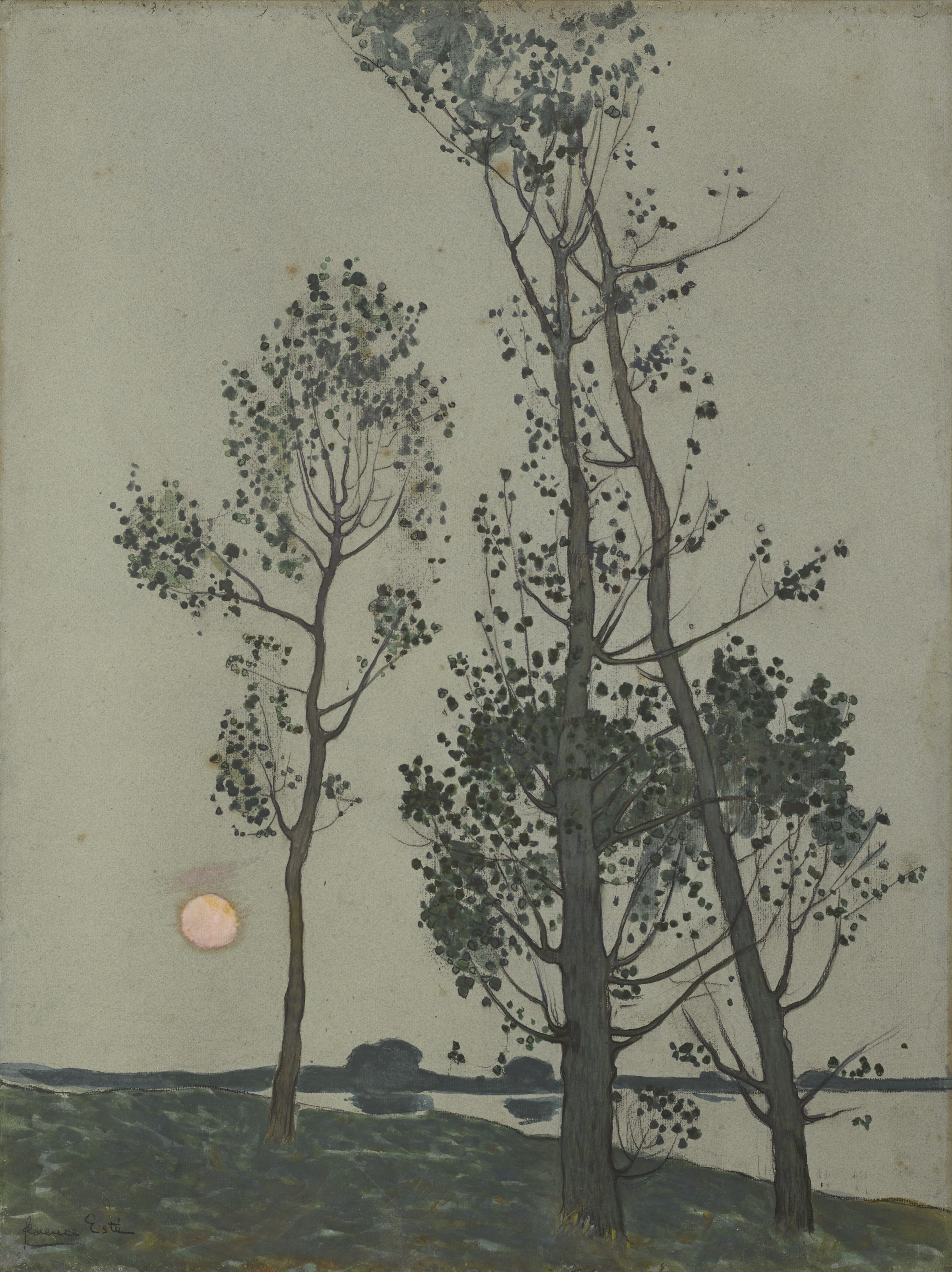
月明かりの中の木々
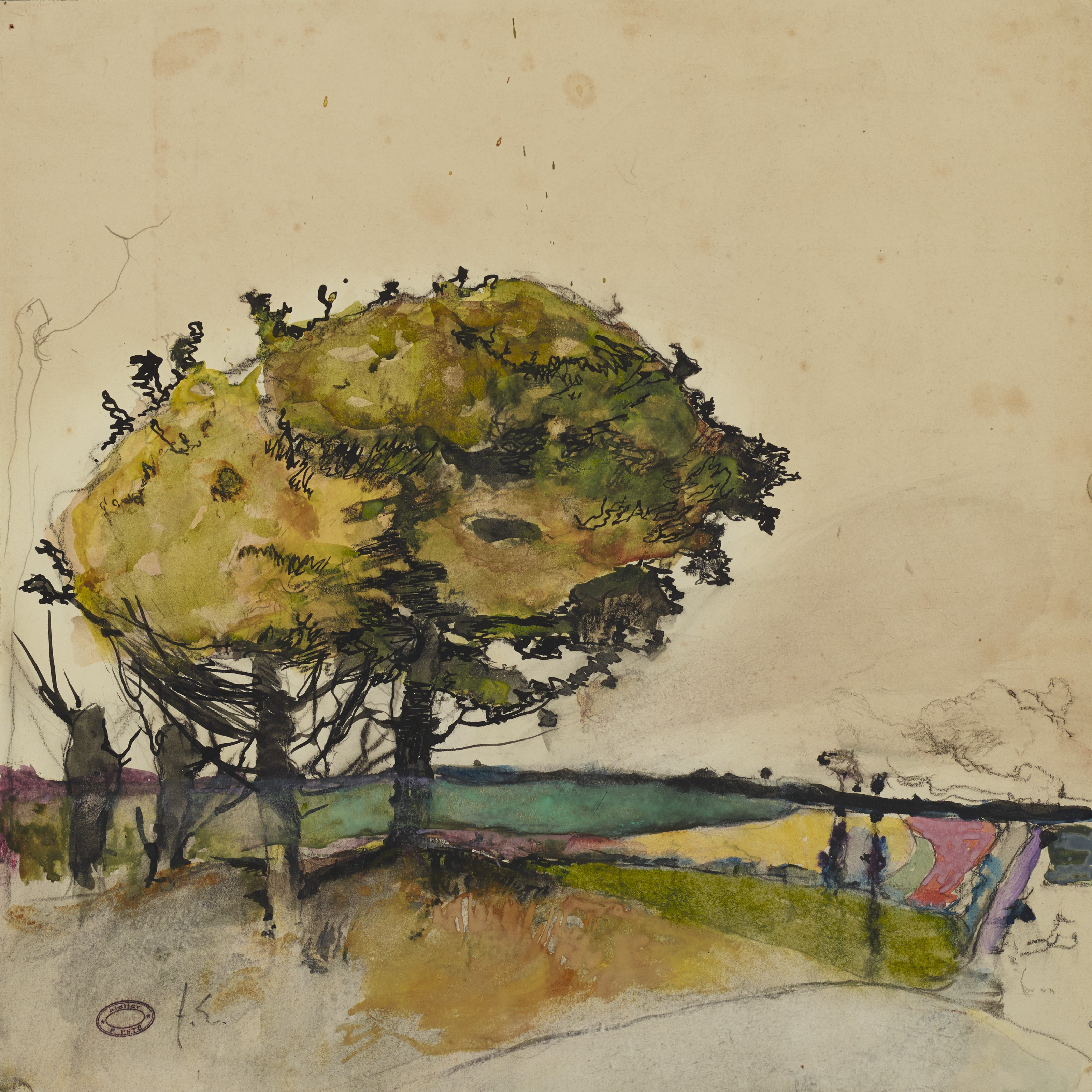
木々のある草原のｐ風景
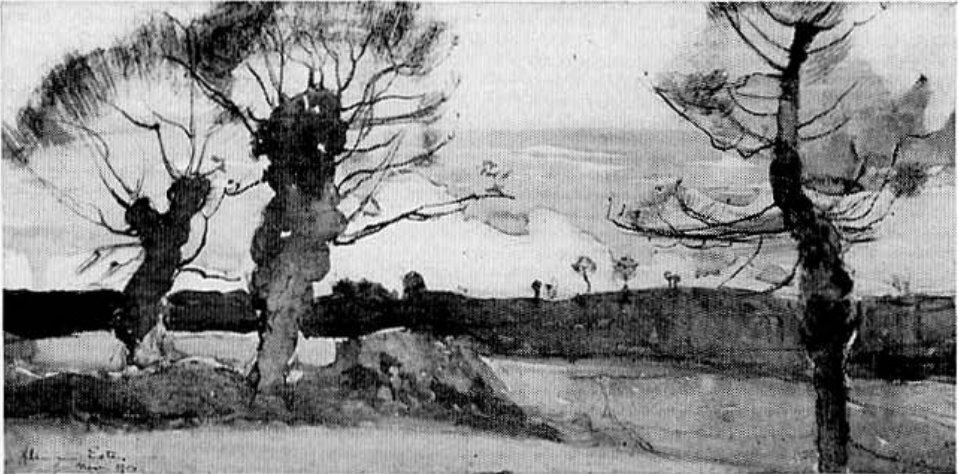
11月-草原の木々